# Thorax-endometriose
Thorax-endometriose is endometriose in de borstkas, waar de longen en omliggende weefsels zich bevinden. Het is een zeer zeldzame aandoening die vaak samen gaat met endometriose in de buikholte, de plek waar endometriose het meest gevonden wordt.
Er zijn verschillende vormen van thorax-endometriose. De meest voorkomende vorm is de pleurale endometriose, waarbij de endometriose zich bevindt op of in het longvlies. Bij een andere vorm zit het baarmoederslijmvlies op of in de long zelf.
Een catameniale pneumothorax (aan de menstruatie gerelateerde klaplong) is het meest voorkomende symptoom van thorax-endometriose en wordt meestal veroorzaakt door de pleurale vorm. Andere uitingsvormen van thorax-endometriose kunnen zijn: hemothorax, het ophoesten van bloed, pneumomediastinum, knobbeltjes op longen of longvlies, een verdikking van het longvlies en endometriomen op het longvlies.

## De symptomen
De mogelijke symptomen bij pleurale endometriose
- Pijn op de borst
- Kortademigheid
- Catameniale pneumothorax
- Hemothorax
- Hydrothorax
- Buikpijn door endometriose in de buik
- Deze symptomen komen typisch alleen voor tijdens of vlak na de menstruatie.

De mogelijke symptomen van endometriose van de longen zelf
- Hemotyse (ophoesten van bloed)
- Zelden kortademigheid
- Zelden buikpijn door endometriose in de buik

## Diagnose
Belangrijk is het verhaal van de patiënt waarbij op moet vallen dat de klachten aan de menstruatie gerelateerd zijn. Verder onderzoek kan worden gedaan door middel van een thoraxfoto een ventilatie- perfusie scan en een MRI-scan. Een thoracoscopie (een operatieve ingreep) kan zowel voor de diagnose als voor de behandeling gebruikt worden.

## Behandeling
De behandeling bestaat uit operatieve ingrepen en/of medicatie. De medicatie bestaat uit hormoontherapie zoals die ook gegeven wordt bij endometriose in de buik, en heeft als primaire doel het stilleggen van de menstruatiecycles zodat symptomen verminderd worden of verdwijnen en mogelijk de endometriose tot rust komt.